# 恐怖的檢查
《恐怖的檢查》，全名《恐怖的檢查－台灣二二八事件》，是中华民国版畫家黃榮燦在1947年3月至4月期間所完成的版畫作品，該作品內容主要描繪著臺灣二二八事件的情景，該作品現已成為二二八事件最具代表性的藝術創作及象徵，原件現由神奈川縣立近代美術館典藏。

## 歷史
1947年，二二八事件爆發後，擔任《人民導報》編輯的黃榮燦在詢問相關目擊者、蒐集資料後，開始秘密製作《恐怖的檢查》木刻，後在4月28日後以署名「力軍」形式發表於上海《文匯報》副刊。此後，黃榮燦後將此畫送給魯迅生前的日本友人內山完造的弟弟內山嘉吉。數年後，黃榮燦被中華民國政府情治人員逮捕，並以羅織叛亂罪名而處死。
1974年，內山嘉吉則將包括《恐怖的檢查》在內等中國版畫收藏品全都捐給了神奈川縣立近代美術館。1981年，《中國新興版畫五十周年》畫冊中首次收入了《恐怖的檢查》。此後該畫曾出現於當時黨外雜誌，並在1991年所舉辦之二二八追思紀念會及白色恐怖犧牲者追思紀念會作為主要視覺圖。
1996年，臺北市立美術館在所舉辦的第一屆二二八美展「回顧與省思─二二八紀念美展」向公眾首次展出《恐怖的檢查》。後於2002年，藝術家梅丁衍曾透過日本民間學者橫地剛與神奈川縣立近代美術館聯繫，以協助臺北市政府將《恐怖的檢查》原件運至臺北二二八紀念館展出。
近年，《恐怖的檢查》的相關複製品多次於臺灣各地的二二八紀念館活動展出。其中臺北二二八紀念館現陳列一座《恐怖的檢查》浮雕作為展品，2013年，國立台灣文學館在舉辦黃榮燦紀念特展期間，也一同展示以木刻板還原的《恐怖的檢查》複製品。

## 繪畫
《恐怖的檢查》木刻版畫以描寫軍警及特務人員下車，持槍射擊路邊的民眾的騷亂為重心主題，該畫中具有融入圓環緝菸事件、陳文溪中彈身亡等重要事件等元素，畫面中，以表情陰險的查緝員毆打著正在撿拾地上物品的婦女小販、周圍的民眾則表露跪地求饒、舉手投降、受難倒地的驚恐情緒，畫面右前方則橫陳一具屍體，其卑屈的人民和冷酷的軍警，在黑白畫面的隔閡中形成強烈的對比效果，更強調著人民在當即之下所遇到的慘劇，使整體作品產生著令人絕望、無奈的氣氛。

### 評價
中國美術家協會《美術》編輯部主編輯吳步乃曾稱該畫為：「這幅木刻，也可能是最早、最快的關於二二八歷史悲劇的形象紀錄，也可能是當時唯一的美術作品，無疑它是彌足珍貴的歷史文獻」。藝術家陳樹升則提到：「此作忠實地反映這場歷史悲劇」，日本民間學者橫地剛稱此作品表現了「超越現實的現實」，並表示： 
|  | 時間從畫的右端到左端沿著一條弧線發展。在畫的後部表現的是，在光復後的一年裡，統治者壓制、盤剝和凌辱。⋯⋯前半部分描繪了民眾的憤怒與反抗。警官威嚇的眼光，讓我們看到了畫的外面的眾多群眾。高高舉起的幾隻手暗示著即將崛起的反擊。 |

## 其他
- 《恐怖的檢查》曾在1984年《夏潮》雜誌裡曾作為陳鼓應〈臺灣第一個政治暗殺事件─許壽裳血案〉的插圖出現。[22][與來源不符]

- 2003年，梅丁衍以不鏽鋼製作《燦柱》向黃榮燦《恐怖的檢查》版畫致意，該作品現由臺北市立美術館典藏。[23]

## 另見
- 格爾尼卡
- 1808年5月3日的枪杀

## 外部連結
- （繁體中文） 財團法人二二八事件紀念基金會* （繁體中文） （页面存档备份，存于）
- （繁體中文） 二二八事件 （页面存档备份，存于）
- （繁體中文） 台北二二八紀念館 （页面存档备份，存于）